# Фрегаты типа «Такома»
Сторожевые корабли типа PF «Tacoma» (Патрульные фрегаты типа «Такома», Патрульные канонерские лодки типа «Такома», англ. Tacoma-class patrol gunboats) — строились по образцу английского фрегата типа «Ривер». Всего в 1942—1944 годах в США построена 81 единица, для британского флота ещё 15 штук, но шесть американских кораблей передали по Ленд-лизу британцам. 28 кораблей в 1945 году переданы по Ленд-лизу СССР.

## История строительства

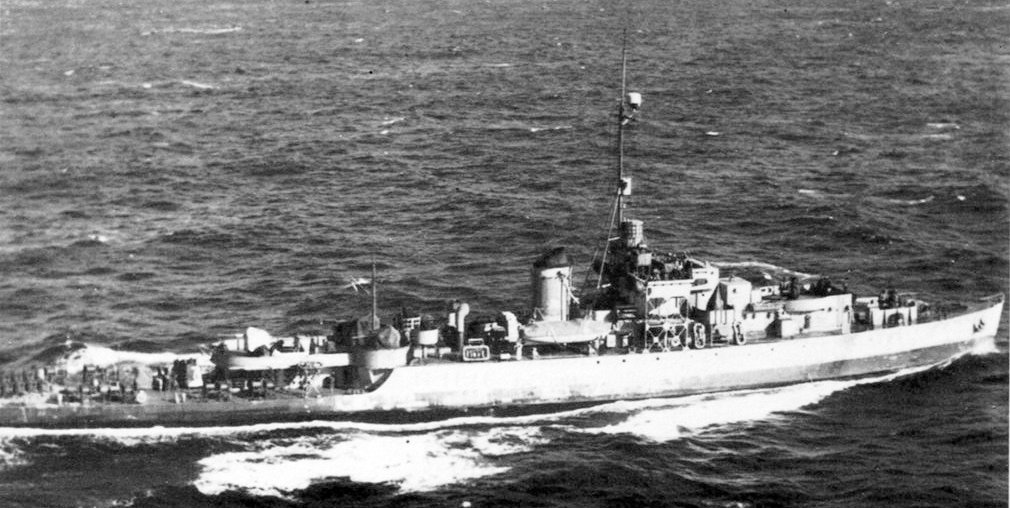
USS Asheville (PF-1) (патрульный фрегат № 1) типа «Ривер» в составе флота США

После принятия закона о ленд-лизе Британия обратилась к США с просьбой построить, как можно быстрее, крупную серию эскортных кораблей для охранения трансокеанских конвоев. Адмиралтейство даже любезно предоставило несколько «образцов» из числа канадских «Риверов», их даже не требовалось перегонять через океан, американский флот по обратному ленд-лизу пополнился десятью такими кораблями. Первоначально получившиеся корабли отнесли к классу канонерских лодок, потом придумали новый класс — патрульные фрегаты.
Американцы применили конвейерный метод строительства. При переработке проекта под возможности американских верфей желание упростить конструкцию привело к тому, что по сравнению с прототипом, они оказались значительно хуже. Фрегаты типа «Такома» собирались на верфях из целых секций, с частично установленным оборудованием. Так увеличивалась скорость постройки, но сильно страдало качество. Замена клёпаной конструкции на цельносварную без перерасчёта прочности оказалась неоправданна. Первый блин, как обычно, вышел комом: сварные корпуса из разнородных секций скрипели и давали трещины на сильном волнении. Уже после введения в строй пришлось усилить все продольные связи. Кроме того, одинарный руль и паровые машины тройного расширения обеспечивали крайне малую маневренность. Радиус циркуляции, один из важнейших тактических параметров в борьбе с подводными лодками, был слишком большим. Вооружение было неудачным. Англичане, получившие эти фрегаты первыми, с большим удивлением знакомились с 76-миллиметровками, стоявшими открыто в невысоких кольцевых ограждениях из стального листа, служивших хорошей ловушкой для заливавшейся в них воды. Ещё сильнее озадачили технические характеристики пушек, подвигнувшие остроумных моряков Королевского ВМФ на такие определения, как «ружья для охоты на слонов» и «средневековые мушкетоны». Недостатки «Такомы» были заметны при сравнении с американскими эскортными миноносцами, предназначенными для выполнения аналогичных задач. Плюсом было только то, что они были дешевле и имели большую дальность, чем эскортные миноносцы.

## Конструкция

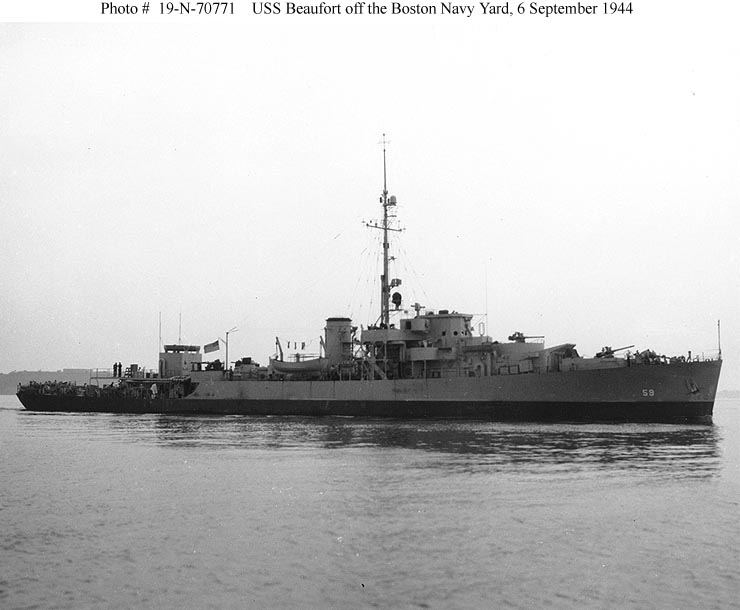
PF-59 6 сентября 1944 года

Водоизмещение стандартное 1510 т, полное 2454 т. Длина наибольшая 91,9 м, ширина 11,13 м, осадка 4,2 м. Мощность двухвальной паросиловой установки 5500 л. с., проектная скорость 20 узлов. Дальность плавания экономическим ходом 11 узлов 9100 миль. Фрегаты типа «Такома» создавались по нормам гражданского судостроения.

### Вооружение
Три артиллерийских 76-мм универсальных орудия по сравнению с двумя 102-мм пушками Риверов выглядели несерьёзно. Два из них располагались линейно-возвышенно в носу, одно в корме. Дальность огня достигала 12 км, скорострельность 15 выстрелов в минуту. Масса снаряда 5,9 кг, максимальный угол возвышения 85°. Максимальная досягаемость по высоте 9300 м. Эффективная досягаемость по высоте 7300 м. Для управления огнём использовался директор Мк 51.

#### Зенитное вооружение
У «Таком» зато было больше ближнего зенитного вооружения, чем у «Риверов», два спаренных 40-мм и девять 20-мм «эрликонов» по сравнению с десятью 20 мм для типичного «Ривера».

#### Противолодочное вооружение
Один реактивный бомбомёт «Хеджхог», восемь бомбомётов и два бомбосбрасывателя.

## Служба
Великобритания получила 21 корабль. Названы в честь колоний. К 1945 году число «эрликонов» на некоторых возросло до 10, а бомбомётов — до восьми (соответственно увеличилось и число глубинных бомб). В годы войны потерь не имели. Все возвращены США в 1946 году.

### СССР
Советскому Союзу передано 28 кораблей.
- ЭК-1 (до 13.02.1945 г. PF.25 «Sharlottenville»). 23.07.1945 г. прибыл в Петропавловск-Камчатский и вошёл в состав Тихоокеанского флота. 15.08.1945 обеспечивал и поддерживал огнём основные силы десанта в Сейсин. 17.02.1950 г. исключен из состава ВМФ СССР и возвращен США в Майдзуру (Япония).
- ЭК-2 (до 13.02.1945 г. PF.34 «Long Beach»). 23.07.1945 г. прибыл в Петропавловск-Камчатский и вошел в состав ТОФ. 14.08.1945 высаживал и поддерживал огнем десант в Сейсин и 20.08 в Маоку. 17.02.1950 г. исключён из состава ВМФ СССР и возвращён США в Майдзуру (Япония).
- ЭК-3 (до 13.02.1945 г. PF.35 «Belfast»), с 31.12.1952 г. «Самарга», с 27.12.1956 г. ПКЗ-116. 23.07.1945 г. прибыл в Петропавловск-Камчатский и вошёл в состав ТОФ. 15.08.1945 обеспечивал и поддерживал огнём основные силы десанта в Сейсин. Участвовал в высадке десанта Гензан 21.08.1945 года.  18.12.1948 г. при стоянке на якоре на рейде в порту Корсаков штормом выброшен на берег, но вскоре снят АСС. 31.12.1952 г. выведен из боевого состава, разоружен и обращен в несамоходную плавбазу. 29.04.1960 г. передан в ОФИ для разборки на металл.
- ЭК-4 (до 13.02.1945 г. PF.53 «Machias»). 23.07.1945 г. прибыл в Петропавловск-Камчатский и вошел в состав ТОФ. Участвовал в Курильской десантной операции 18.08 — 1.09.1945 года. 17.02.1950 г. исключен из состава ВМФ СССР и возвращен США в Майдзуру (Япония).
- ЭК-5 (до 13.02.1945 г. PF.37 «San Pedro»). 23.07.1945 г. прибыл в Петропавловск-Камчатский и вошел в состав ТОФ. 12.08.1945 участвовал в высадке десанта в Расин. 17.02.1950 г. исключен из состава ВМФ СССР и возвращен США в Майдзуру (Япония).
- ЭК-6 (до 13.02.1945 г. PF.36 «Glendyle»). 23.07.1945 г. прибыл в Петропавловск-Камчатский и вошел в состав ТОФ. 17.02.1950 г. исключен из состава ВМФ СССР и возвращен США в Майдзуру (Япония).
- ЭК-7 (до 13.02.1945 г. PF.54 «Sendasky»). 23.07.1945 г. прибыл в Петропавловск-Камчатский и вошел в состав ТОФ. 12.08.1945 участвовал в высадке десанта в Юки. 17.02.1950 г. исключен из состава ВМФ СССР и возвращен США в Майдзуру (Япония).
- ЭК-8 (до 13.02.1945 г. PF.38 «Coronado»). 23.07.1945 г. прибыл в Петропавловск-Камчатский и вошел в состав ТОФ. 15.08.1945 обеспечивал и поддерживал огнём основные силы десанта в Сейсин. 17.02.1950 г. исключен из состава ВМФ СССР и возвращен США в Майдзуру (Япония).
- ЭК-9 (до 13.02.1945 г. PF.52 «Allentown»). 23.07.1945 г. прибыл в Петропавловск-Камчатский и вошел в состав ТОФ. 12.08.1945 участвовал в высадке десанта в Юки. 15.08.1945 обеспечивал и поддерживал огнём основные силы десанта в Сейсин. 17.02.1950 г. исключен из состава ВМФ СССР и возвращен США в Майдзуру (Япония).
- ЭК-10 (до 13.02.1945 г. PF.39 «Ogden»). 23.07.1945 г. прибыл в Петропавловск-Камчатский и вошел в состав ТОФ. 17.02.1950 г. исключен из состава ВМФ СССР и возвращен США в Майдзуру (Япония).

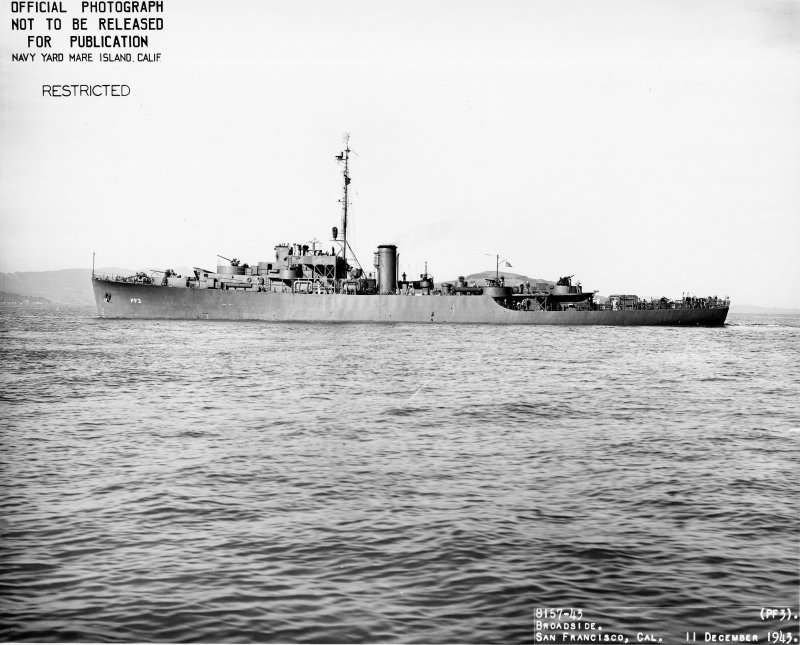
PF.3 «Takoma». 5 октября 1945 — 17 февраля 1950 года ЭК-11 ВМФ СССР

- ЭК-11 (до 5.10.1945 г. PF.3 «Takoma»). В боевых действиях не участвовал. 17.02.1950 г. исключен из состава ВМФ СССР и возвращен США в Майдзуру (Япония).
- ЭК-12 (до 5.10.1945 г. PF.6 «Pasco»). В боевых действиях не участвовал.
- ЭК-13 (до 5.10.1945 г. PF.5 «Hawkweim»). В боевых действиях не участвовал.
- ЭК-14 (до 5.10.1945 г. PF.7 «Elbuquerqu»). В боевых действиях не участвовал.
- ЭК-15 (до 5.10.1945 г. PF.8 «Everett»). В боевых действиях не участвовал.
- ЭК-16 (до 5.10.1945 г. PF.4 «Sousalito» В боевых действиях не участвовал.
- ЭК-17 (до 5.10.1945 г. PF.46 «Bisby»). В боевых действиях не участвовал.
- ЭК-18 (до 5.10.1945 г. PF.48 «Rockford»). В боевых действиях не участвовал.
- ЭК-19 (до 15.04.1943 г. «PG-157», до 5.10.1945 г. PF-49 «Маскоджи»). В боевых действиях не участвовал.
- ЭК-20 (до 5.10.1945 г. PF.50 «Carson City»). В боевых действиях не участвовал.
- ЭК-21 (до 5.10.1945 г. PF.51 «Burlington»). В боевых действиях не участвовал. После возврата США и 4 лет в резерве был передан Колумбии, где служил под именем «Адмирал Брион» (FG-14 «Admiralte Brion») до 1968 года и потом продан для разборки на металл.
- ЭК-22 (до 5.10.1945 г. PF.47 «Gallup»). В боевых действиях не участвовал.
- ЭК-25 (до 5.10.1945 г. PF.21 «Bawann»). В боевых действиях не участвовал.
- ЭК-26 (до 5.10.1945 г. PF.22 «Glochester»). В боевых действиях не участвовал.
- ЭК-27 (до 5.10.1945 г. PF.26 «Powdikipsy»). В боевых действиях не участвовал.
- ЭК-28 (до 5.10.1945 г. PF.27 «Newport»). В боевых действиях не участвовал.
- ЭК-29 (до 5.10.1945 г. PF.55 «Bathe»). В боевых действиях не участвовал.
- ЭК-30 (до 5.10.1945 г. PF.70 «Evanswille»). В боевых действиях не участвовал.

23.07—25.09.1945 прибыли в Петропавловск-Камчатский и вошли в ТОФ. 17.10.1949—31.12.1952 исключены из ВМФ СССР и 27 из них возвращены США в Майдзуру.